# 3826-os mellékút (Magyarország)
A 3826-os számú mellékút egy közel 12 kilométeres hosszúságú, négy számjegyű mellékút Szabolcs-Szatmár-Bereg vármegye északnyugati részén; Tiszateleket köti össze Beszterecen át Kék községgel.

## Nyomvonala
A 3834-es útból ágazik ki, majdnem pontosan annak a 31. kilométerénél, néhány lépésre Tiszatelek belterületének keleti szélétől, de már Dombrád közigazgatási területén. Dél felé indul, egy rövid szakasz erejéig belép Tiszatelek határai közé, majd a határvonalat kísérve halad tovább. Nagyjából másfél kilométer megtétele után elhalad a két előbbi település és Beszterec hármashatára közelében, onnantól ez utóbbi területén folytatódik.
A második kilométere közelében éri el Beszterec legészakibb házait, melyek között a Petőfi utca nevet veszi fel. A központban, 3,5 kilométer után kiágazik belőle délnyugatnak a 3824-es út Vasmegyer-Kemecse felé, ugyanott a neve is megváltozik, a déli falurészben már Kossuth utca néven húzódik. Kevéssel a negyedik kilométerét elhagyva lép ki a lakott területek közül, 6,4 kilométer után pedig a település déli határszélét is maga mögött hagyja.
Kék területén folytatódik, magát a községet pedig a nyolcadik kilométere táján éri el, a Jókai Mór utca nevet felvéve. Települési neve az első nagyobb irányváltása után Kölcsey Ferenc utca, majd a központban Petőfi Sándor utca lesz, a legdélebbi falurészben pedig Ady Endre utca néven húzódik. 11,5 kilométer után lép ki a belterületről, majd keresztezi a Lónyai-főcsatorna folyását, és kicsivel ezután véget is ér, beletorkollva a 3827-es útba, annak a 7+200-as kilométerszelvénye közelében. Egyenes folytatása az a számozatlan, önkormányzati út, amely a Budapest–Záhony-vasútvonal Kék megállóhelyét szolgálja ki.
Teljes hossza, az országos közutak térképes nyilvántartását szolgáló kira.kozut.hu adatbázisa szerint 11,754 kilométer.

## Települések az út mentén
- (Dombrád)
- Tiszatelek
- Beszterec
- Kék